# Powiat Aseri
Powiat Aseri (jap. 汗入郡 Aseri-gun) – dawny powiat w Japonii, w prefekturze Tottori.

## Historia

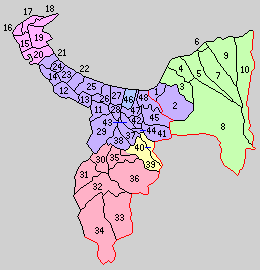
Powiat Aseri (1–10 – 1889 r.)

W pierwszym roku okresu Meiji na terenie powiatu znajdowały się 1 miejscowość oraz 74 wioski.
Powiat został założony 12 stycznia 1879 roku. Wraz z utworzeniem nowego systemu administracyjnego 1 października 1889 roku powiat Aseri został podzielony na 1 miejscowość (Yodoe) oraz 9 wiosek: Udagawa, Kōrei, Tokorogo, Shōnai, Mikuriya, Nawa, Daisen, Kōtoku i Ōsaka.
1 kwietnia 1896 roku powiat Aseri został włączony w teren nowo powstałego powiatu Saihaku. W wyniku tego połączenia powiat został rozwiązany.